# Grafschaft Aragón
Die Grafschaft Aragón (spanisch Condado de Aragón, aragonesisch Condato d’Aragón) war ein historischer Amtsbezirk in der spanischen Mark des fränkischen Reichs im 9. und 10. Jahrhundert im heutigen Spanien. 

Die Grafschaften der Spanischen Mark im 9. Jahrhundert

Die historische Grafschaft Aragón war in ihrem territorialen Umfang nicht deckungsgleich mit der heutigen wesentlich größeren autonomen Gemeinschaft Aragón, wenngleich diese sich als Königreich im Zuge eines territorialen Expansionsprozesses während der Reconquista aus der Grafschaft heraus entwickelt hatte. Das Gebiet der Grafschaft Aragón entsprach in seinem Umfang eher dem der heutigen Comarca Jacetania mit dem Hauptort Jaca, nach dem sie oft auch als „Grafschaft Jaca“ bezeichnet wird. Benannt wurde die Grafschaft im Mittelalter allerdings nach dem durch sie hindurch fließenden Río Aragón.
Entstanden ist die Grafschaft Aragón im frühen 9. Jahrhundert im Zuge der Expansion des fränkischen Reichs in den Raum südlich der Pyrenäen während der Herrscherzeiten Karls des Großen und dessen Sohnes Ludwig dem Frommen. Administrativ war der Raum zwischen den Pyrenäen und dem Ebro als eine gegen das muslimische Al-Andalus gerichtete Grenzmark zusammengefasst worden, der so genannten spanischen Mark (Marca Hispanica), die wiederum in mehrere Grafschaften untergliedert war. Die Grafschaft Aragón bildete letztlich das westliche Ende der spanischen Mark, an die sich darüber hinaus das Gebiet der weitgehend unabhängig gebliebenen Bergvölker der Basken um Pamplona anlehnte. 
Das Gebiet um Jaca selbst wurde von baskischen Volksgruppen bewohnt und auch das von Aznar I. Galíndez abstammende Grafenhaus war offenbar baskischer Herkunft. Folglich bestanden von Anfang an dynastische und politische Verbindungen zwischen ihnen und den Herrschern von Pamplona, die eine schnelle Entfremdung Aragóns vom fränkischen Reich begünstigten. Hatten die Grafen bis in die Mitte des 9. Jahrhunderts ihre Urkunden noch nach den Regierungszeiten der fränkischen Könige datiert, verzichteten sie später darauf. Durch die Ehe seiner letzten Erbin mit dem König García I. im frühen 10. Jahrhundert wurde die Eingliederung Aragóns in das Königreich Navarra schließlich vollzogen. Das von dynastieinternen Machtkämpfen und feudalem Zerfall gezeichnete Frankenreich konnte diesen Verlust nicht verhindern, wie auch die gesamte spanische Mark sich in jener Zeit der königlichen Oberherrschaft entzog. Aragón blieb nun ein weiteres Jahrhundert ein Teil Navarras, dessen Könige hier gelegentlich eigene Grafen zur Verwaltung einsetzten, bis König Sancho III. der Große kurz vor seinem Tod 1035 eine Teilung seines Reichs unter seinen Söhnen beschloss. Der unehelich geborene Ramiro I. erhielt die alte Grafschaft Aragón, nun aber mit allen Regalien eines Königs, womit letztlich das Königreich Aragón begründet wurde.
Die Grafen von Aragón waren:
- Aureolus († 809)
- Aznar I. Galíndez († vermutlich 836)
- García Galíndez „der Böse“ († vermutlich nach 836), dessen Schwiegersohn
  - Galindo Garcés
- Galindo I. Aznárez († nach 867), Sohn von Aznar I.
- Aznar II. Galíndez († vor 893), dessen Sohn
- Galindo II. Aznárez († zwischen 922 und 924), dessen Sohn
- Andregoto Galíndez († nach 971), dessen Tochter, Ehefrau des Königs García I. von Navarra

## Ergänzende Themen
- Liste der Könige von Aragón
- Königreich Aragón
- Krone Aragon
- Geschichte Spaniens